# Dodge Rampage
O Dodge Rampage era uma picape leve monobloco baseada na plataforma L da Chrysler e fabricada de 1982 a 1984. Lançada pela primeira vez como modelo 1982, a Rampage foi posteriormente acompanhado em 1983 por sua variante rebatizada, a Plymouth Scamp.